# Jean Quinault
Jean Quinault, auch Quinault père (* 1656 in Bourges; † 1728), war ein französischer Schauspieler.

## Leben
Quinault stammte aus einfachen Verhältnissen in der Provinz. Dort machte er auch seine ersten Gehversuche als Schauspieler. Sein Debüt an der Comédie-Française hatte Quinault im Jahr 1694, als Harpagon in Molières Bühnenstück Der Geizige. Bereits ein Jahr später bekam er ein Festengagement an der Comèdie und er wurde Sociétaire de la Comédie-Française. Es hielt ihn aber nicht in Paris und er verließ die Stadt noch im selben Jahr. Er wandte sich zuerst Strassburg zu und anschließend Metz, wo er Chef der Schauspieltruppe Leopolds wurde.
Bemerkenswert ist, dass fünf seiner Kinder ebenfalls Schauspieler und Schauspielerinnen an der Comédie-Française wurden.
- Françoise, genannt Mademoiselle De Nesle
- Jean-Baptiste Maurice
- Abraham Alexis
- Marie-Anne-Catherine, genannt Mademoiselle Quinault l’aînée
- Jeanne-Françoise, genannt Mademoiselle Quinault la cadette